# هيلين كيلي (دراجة)
هيلين كيلي (بالإنجليزية: Helen Kelly)‏ هي دراجة أسترالية، ولدت في 7 أغسطس 1971 في أستراليا.

## وصلات خارجية
- هيلين كيلي على موقع أرشيف الدراجات (الإنجليزية)
- هيلين كيلي على موقع إحصائيات الدراجات الإحترافية (الإنجليزية)
- هيلين كيلي على موقع نسبة الدراجات (الإنجليزية)